# Knapwell
Knapwell est une paroisse civile et un village du Cambridgeshire, en Angleterre.